# Hampea sphaerocarpa
Hampea sphaerocarpa är en malvaväxtart som beskrevs av Paul Arnold Fryxell. Hampea sphaerocarpa ingår i släktet Hampea och familjen malvaväxter. Inga underarter finns listade i Catalogue of Life.